# Сатира
Сатирата е литературен похват, който осмива хора или явления, разобличава и критикува социални и човешки пороци.
Целта често е да се провокира или да се предотврати промяна. Това се постига с използването на различни средства – хипербола, алегория, ирония, сарказъм или насмешка.